# Sham Jaff
Sham Jaff (geb. 1989 in Slemani, Irak) ist eine deutsche Journalistin. Sie wurde als Redakteurin von what happened last week bekannt und erhielt für ihre journalistische Arbeit mehrfach Auszeichnungen.

## Leben
Jaffs Familie gehörte der kurdischen Bevölkerung im Nordirak an. Im Jahr 1998 kam sie mit ihrer Familie nach Nürnberg, wo sie die Schule besuchte. Sie studierte Politikwissenschaften und Wirtschaftswissenschaften.

## Wirken
Seit 2014 verfasst sie den englischsprachigen Newsletter what happened last week, der sich vor allem an ein junges, internationales Publikum richtet. Seine Abonnentenzahl wuchs auf mehr als 26.000 Menschen in über 100 Ländern. Inhaltlich konzentriert sich Jaff dabei besonders auf Nachrichten aus dem globalen Süden und in der allgemeinen Berichterstattung vernachlässigten Regionen. Zuvor arbeitete sie als freie Reporterin für den kurdischen Fernsehsender Rudaw. Daneben produziert sie Podcasts, unter anderem über den rassistischen Anschlag in Hanau im Jahr 2020 und die Zustände im Flüchtlingslager Moria. Außerdem ist sie in der politischen Kommunikation eines großen Konzerns tätig.

## Auszeichnungen
Für ihren Podcast 190220 – Ein Jahr nach Hanau erhielt Jaff den Grimme Online Award. Der Podcast Wir schaffen das – Ein Satz, der Deutschland veränderte wurde für den CIVIS Audio Medienpreis nominiert. Im Jahr 2021 wurde sie von der Bundesregierung als „Kultur- und Kreativpilotin Deutschlands“ ausgezeichnet.